# Marmosops fuscatus
Marmosops fuscatus (Мармозопс сіропузий) — вид ссавців з родини Опосумові (Didelphidae).

## Поширення
Країни поширення: Колумбія; Тринідад і Тобаго; Венесуела. Живе на висотах від 650 до 2400 м. В основному проживає в гірських лісах і хмарних лісах вище 1000 м. Знаходиться в вічнозелених лісах і полянах, часто поруч з водою.

## Морфологія
Хвіст чіпкий. Хутро спини сірувате. Волосся черева має сіру основу й сріблясто-білі кінчики. Є білі мітки за горлом. Зубна формула: I 5/4, C 1/1, P 3/3, M 4/4. Каріотип: 2n=14, FN=24. Середня повна довжина тіла дорослої особини: 13.09 см, середня маса тіла дорослої особини: 45.15 г.

## Стиль життя
Веде нічний спосіб життя, і деревний, і наземний. Комахоїдний або всеїдний.

## Загрози та охорона
Основними загрозами для цього виду є втрата середовища існування і деградація в результаті діяльності людини. Цей вид зустрічається в кількох охоронних територіях.